# Riccardo Bacchelli

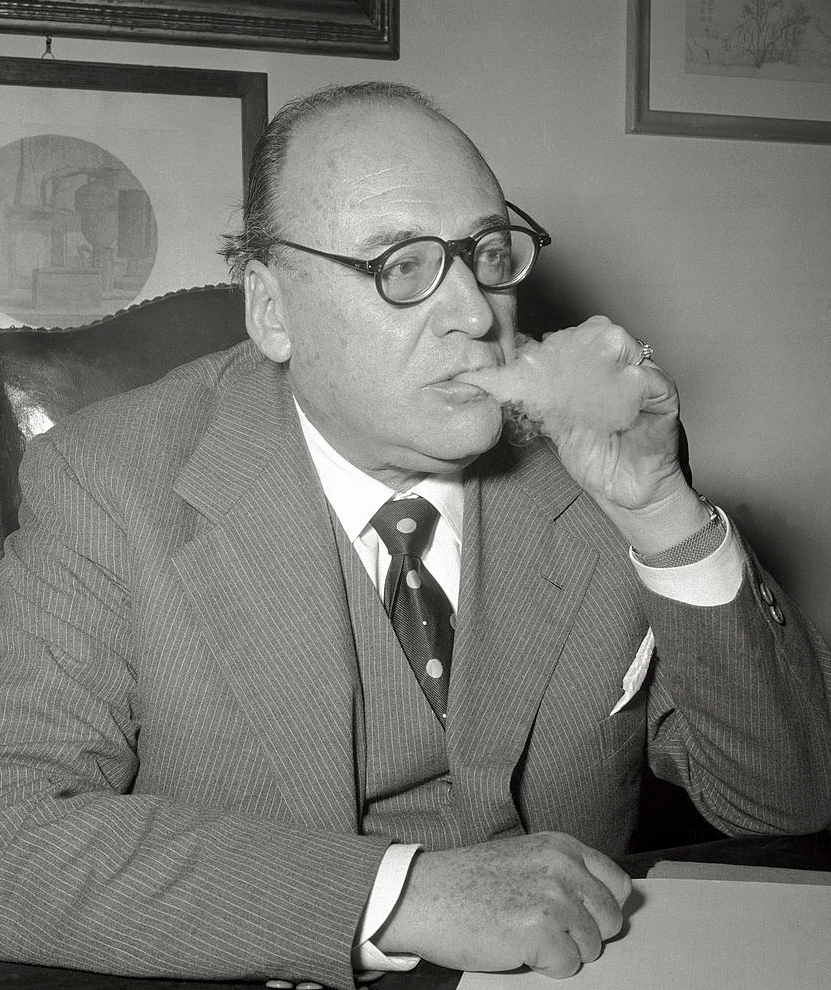
Riccardo Bacchelli (foto de los años 50)

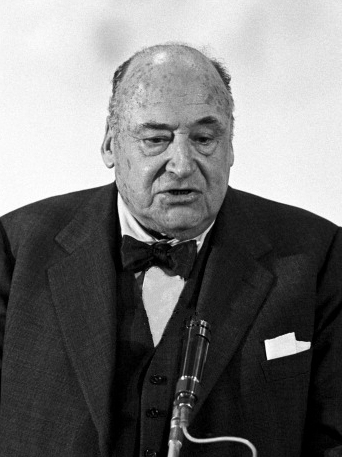
Riccardo Bacchelli en 1969

Riccardo Bacchelli (Bolonia, 19 de abril de 1891 - Monza, 8 de octubre de 1985) fue un escritor, periodista y crítico italiano.

## Biografía
Precoz y prolífico, Bacchelli se ilustra en la novela, la poesía, el teatro, la crítica musical y literaria, el periodismo, el ensayo histórico, el relato de viaje, la traducción, el estudio de los clásicos italianos y extranjeros.
Proveniente de una familia proclive a la cultura y a la política, se inscribe en los estudios de la Facultad de Letras de la Universidad de Bolonia, los cuales no finaliza al atenerse a una búsqueda de un estilo literario más libre como se vislumbra en su primera novela, Il filo meraviglioso di Lodovico Clo de 1911. En 1913, en Florencia, colabora como redactor en la revista La voce tras lo que, al año siguiente, regresa a su ciudad y publica su Poema lirici. En 1918 se dedica al teatro con Amleto.
Durante la Primera Guerra Mundial se alista como voluntario ejerciendo como oficial de artillería. En 1919 funda, junto a V. Cardarelli entre otros, la revista literaria "La Ronda", que fue la expresión de un movimiento literario que siguiendo a G. Leopardi y A. Manzoni pretendía recuperar las formas clásicas, y en la que Bacchelli publicaría numerosos artículos. En 1923 vuelve a instalarse en Florencia para terminar después definitivamente en Roma. Entre 1941 y 1943 fue miembro de la Academia Italiana y del Liceo después, y, tras la Segunda Guerra Mundial ahondaría en la mística religiosa, fuente de inspiración de varias de sus obras. Fue igualmente miembro de diversas instituciones, doctor "honoris causa" en la Universidad de Boloña, y ganador del Premio Viareggio en 1936 por Il rabdomante y del premio radiofónico Italia de 1959 por la comedia La notte di un nevrastenico. 

## Obra
- Poemi lirici (1914)
- Memorie del tempo presente (1919), escrito durante la guerra en el frente
- Amleto (1919), drama
- Lo sa il tonno (1923), fábula satírica
- Il Diavolo al Pontelungo (1927), novela histórica
- La città degli amanti (1929)
- Una passione coniugale (1930)
- Ogli domani e mai (1932)
- Mal d´Africa (1935)
- Il rabdomante (1936)
- Iride (1937)
- Il Mulino del Po (El molino en el Po): la novela célebre de Baccherelli, escrita entre 1938 y 1940. Fresco vasto e histórico que relata la historia de una familia, la Scacerni, que se desarrolla desde 1812 (la retirada de las tropas napoleónicas de Rusia) a 1918 (fin de la 1a guerra mundial). La novela está dividida en tres partes: *"Dio te salvi", *"La Miseria viene in barca" y *"Mondo vecchio sempre nuovo".
- Gioacchini Rossini (1941)
- Il fiore della mirabilis (1942)
- Il Pianto del figlio di Lais (1945), novela de inspiración bíblica
- Lo sguardo di Gesù (La mirada de Jesús) (1948)
- L'Alba dell'ultima sera (1949), teatro
- Il fliglio de Stalin (1953)
- I Tre schiavi di Giulio Cesare (1957), novela histórica
- Non ti chiamerò più padre (1959), novela histórica
- Il Coccio di terracotta (1966), novela de inspiración bíblica
- L’Afrodite (1969), novela